# Aeropuerto de Cotonú-Cadjehoun
El Aeropuerto de Cotonú-Cadjehoun (IATA: COO, OACI: DBBB) es un aeropuerto ubicado en Cotonú, la mayor ciudad de Benín en el oeste de África.
En 2004, el aeropuerto atendió a 301.493 pasajeros.

## Incidentes y accidentes
- Vuelo 141 de UTA: El 25 de diciembre de 2003, el avión se estrelló en la Ensenada de Benín, matando a 138 de los 160 ocupantes, la mayoría libaneses.

## Aerolíneas y destinos
| Aerolíneas             | Destinos                                  |
| ---------------------- | ----------------------------------------- |
| Air Burkina            | Uagadugú                                  |
| Air France             | París                                     |
| Air Côte d'Ivoire      | Abiyán, Libreville                        |
| Azul Linhas Aéreas     | Salvador de Bahía (Inicia en 2025)        |
| Brussels Airlines      | Bruselas                                  |
| ASKY Airlines          | Lomé, Niamey, Uagadugú                    |
| CEIBA Intercontinental | Abiyán, Dakar, Malabo                     |
| Cronos Airlines        | Bata                                      |
| Ethiopian Airlines     | Adás Abeba                                |
| Mauritania Airlines    | Bámako                                    |
| Overland Airways       | Lomé                                      |
| Royal Air Maroc        | Casablanca                                |
| RwandAir               | Abiyán, Dakar, Douala, Kigali, Libreville |
| Trans Air Congo        | Brazzaville, Pointe-Noire                 |
| Tunisair               | Abiyán, Túnez                             |